# Phanaeus cambeforti
Phanaeus cambeforti är en skalbaggsart som beskrevs av Arnaud 1982. Phanaeus cambeforti ingår i släktet Phanaeus och familjen bladhorningar. Inga underarter finns listade i Catalogue of Life.